# Połonina Czarna
Połonina Czarna (ukr. Чорна Полонина, Czorna Połonyna), także Pasmo Bratkowskiej (ukr. Братківський хребет, Bratkiwśkyj chrebet) – pasmo górskie w środkowej części Gorganów, w jej grzbiecie wododziałowym.  

## Charakterystyka
Połonina Czarna to niespełna 20-kilometrowy grzbiet biegnący z północnego zachodu na południowy wschód. Ograniczona jest odpowiednio przez dolinę potoku Turbacił w okolicy szczytu Pantyr oraz dolinę Czarnej Cisy w pobliżu wsi o tej samej nazwie. Pasmo charakteryzuje się niewielkimi deniwelacjami – poszczególne wierzchołki oddzielone są od siebie stosunkowo płytkimi przełęczami. Tworzy szeroki wał o płaskim grzbiecie, lecz mimo tego  jego zbocza opadające na północny wschód (obszar źródłowy Bystrzycy Nadwórniańskiej) i południowy zachód (doliny rzek Czarna Cisa i Turbat) są strome. Kulminację stanowi Bratkowska Duża (1788 m), od której pochodzi druga z nazw pasma. Od pozostałych wierzchołków odróżnia się wyraźnie Czarna Klewa (Steryszora, 1719 m) o piramidalnym kształcie położona we wschodniej części grzbietu.
Choć za ostatnim z wymienionych szczytów grzbiet prowadzi dalej na południowy wschód, biegnąca dotąd granią pasma Bratkowskiej linia wododziału obniża się w kierunku północnym do wysokości ok. 1075 m i przechodzi na szczyt Płoskiej (1353 m).
Przez boczne ramię odbijające ze szczytu Bratkowskiej Dużej na południe w kierunku Przełęczy Okole (1193 m) Połonina Czarna łączy się z pasmem Świdowca (szczyt Tataruka, 1707 m).
Grzbiet stanowi pasmo przejściowe pomiędzy Beskidami Lesistymi (Gorgany) a Połonińskimi (Świdowiec), co znajduje odzwierciedlenie w formach krajobrazu. Połonina Czarna w znacznej części pokryta jest polami kosodrzewiny, w mniejszym zakresie gołoborzami (gorganami, np. na Gropie) czy typowymi połoninami (niemal wyłącznie w rejonie Bratkowskiej).
W przeszłości na większości swojej długości (aż po szczyt Czarnej Klewy) pasmo stanowiło wewnętrzną granicę galicyjsko-węgierską, a następnie w okresie międzywojennym polsko-czechosłowacką granicę państwową (po 1938 polsko-węgierską). Pozostałością tych czasów są liczne umocnienia z czasów I wojny światowej oraz dawne polsko-czechosłowackie słupki graniczne zachowane na wszystkich głównych szczytach Połoniny Czarnej. Obecnie grzbietem przebiega granica obwodowa (obwody iwanofrankiwski i zakarpacki).

## Turystyka
Z uwagi na niewielką liczbę szlaków pieszych (szlaki z Bystrzycy na Gropę oraz Bratkowską i dalej w kierunku Świdowca), powszechne pola kosodrzewiny oraz nieliczne źródła wody teren ten ma obecnie niewielkie znaczenie turystyczne.
W okresie międzywojennym wschodnia część Połoniny Czarnej, poczynając od Bratkowskiej Dużej, objęta była polsko-czechosłowacką konwencją turystyczną z 1925 roku umożliwiającą przekraczanie granicy w oparciu o legitymację towarzystw turystycznych (PTT, PZN, KČST). W tym czasie od północy zielony szlak pieszy wyprowadzał z Rafajłowej (ob. Bystrzycy) na grzbiet pomiędzy Bratkowską Dużą a Bratkowską Małą. Z kolei od strony południowej niebieski szlak prowadził z przełęczy Okole na Bratkowską Dużą i dalej podążał na wschód aż do Mohelek (ob. Czorna Tysa). Po stronie polskiej funkcjonowało schronisko pod Steryszorą, zaś po stronie czechosłowackiej schronisko nad Okolem.

## Szczyty
od północnego zachodu na południowy wschód:
- Durnia (1705 m n.p.m.)
- Gropa (1758 m n.p.m.)
- Bratkowska Duża (1788 m n.p.m.)
- Bratkowska Mała (1703 lub 1677 m n.p.m.)[a]
- Ruska (ok. 1635, 1651 lub 1612 m n.p.m.)[a]
- Czarna Klewa (Steryszora; 1719 m n.p.m.)
- Skorbiwka (1527 m n.p.m.)
- Czornyj Hruń (1486 m n.p.m.)[3][4][7]

## Nazwa
Nazwa Połonina Czarna (Czarna Połonina) obecna jest w języku polskim co najmniej od II poł. XIX wieku. Notowana była w Słowniku geograficznym Królestwa Polskiego z 1880 roku i na austriackiej mapie wojskowej z 1905 roku. Analogiczną nazwę w języku węgierskim (Csorna-Polonina) notowano w roku 1906.
W okresie międzywojennym forma ta pozostawała w powszechnym użyciu, choć przez część autorów uznawana była za niepoprawną. W jej miejsce sugerowano posługiwanie się nazwą Pasmo Bratkowskiej (analogicznie krytykowano korzystanie z nazwy Czarna Klewa zamiast Steryszora). Eugeniusz Romer promował określenie Góry Klewańskie.
Nazwa Połonina Czarna – bądź jako nazwa główna, bądź też jako wariantowa w stosunku do określenia Pasmo Bratkowskiej pozostała w użyciu także po 1989 roku.
We współczesnym języku ukraińskim nazwa Czorna Połonyna pojawia się przeważnie, choć nie wyłącznie, jako wariant dominującej nazwy Bratkiwśkyj albo Bratkiwśkyj chrebet.